# Syrrhopodon graminicola
Syrrhopodon graminicola là một loài rêu trong họ Calymperaceae. Loài này được R.S. Williams mô tả khoa học đầu tiên năm 1920.